# Гольяновский парк
Голья́новский парк — небольшой парк вокруг Гольяновского пруда, расположенный в Восточном административном округе Москвы, в районе Гольяново.

## История
Ещё в 1960-х годах на месте нынешнего Гольяновского парка протекала река Сосенка. Однако в 1980 году было принято решение о благоустройстве территории и создании пруда с прибрежной зоной отдыха.
В 2011 году Гольяновский пруд был очищен, а парк реконструирован с целью создания здесь велосипедной дорожки, площадок для катания на роликах и скейтах, спортивных площадок для игры в волейбол, баскетбол, теннис, детских площадок, из которых одна предназначена для детей с ограниченными возможностями.
В 2012 году прошли слушания об использовании части территории природного комплекса для размещения модульного храма.
В мае 2016 года в парке около памятного знака, посвящённого защитникам Москвы, открыли Аллею защитникам Отечества. На ней были установлены 7 стендов с портретами 26 жителей района Гольяново — ветеранов Великой Отечественной войны.

## Флора и фауна
В Гольяновском парке произрастают хвойные и широколиственные деревья. Полакомиться порослями молодого ивняка, растущего в парке на территории в 50 м², сюда регулярно приходила лосиха, обитающая в соседнем национальном парке Лосиный остров.
С весны до поздней осени пруд служит пристанищем множеству уток.

## Досуг и мероприятия
Рядом с прудом располагается небольшая сцена, где во время праздников выступают различные музыкальные группы и танцевальные коллективы, а на площадке у сцены проводятся дискотеки. В День Победы парк становится центральным местом встречи ветеранов и торжеств.
В новогоднюю ночь здесь выделяется место для запуска фейерверков.
Члены клуба «Пеликан» устраивают в акватории пруда соревнования, в которых испытывают свои радиоуправляемые модели катеров с бензиновыми двигателями.

## Протесты против строительства фестивальной площадки и крытого рынка в Гольяновском сквере
В 2019 году префектура ВАО внесла предложение о строительстве Фестивальной площадки на территории гольяновского сквера. Строительство ведет ГБУ «Московские ярмарки». 
Одновременно со строительством фестивальной площадки началось возведение крытого продовольственного рынка.
Реализация проекта стартовала, несмотря на наличие ряда существенных ограничений: 
1. Сквер Гольяново попадает в охранную зону национального парка Лосиный Остров. 
2. Возводимое сооружение попадает в зону теплосети. 
3. Согласно данным росреестра Гольяновский сквер является земельным участком №77:03:0002017:11084, где в отношении вида разрешённого использования указано: для размещения, скверов, парков, городских садов (вид разрешенного строительства код 1.2.14).
4. На момент написания данной статьи на объекте строительства, а также в Префектуре ВАО и в Управе района Гольяново отсутствовали какие-либо документы, дающие основание для проведения строительных работ.  
В связи с нарушением федерального и московского законодательства, а также из-за уничтожения в процессе строительства большого количества зеленых насаждений и наличия опасений по поводу дальнейшей судьбы парка многие жители района выступили категорически против возведения фестивальной площадки в сквере Гольяново и потребовали перенесения объекта в другое место. 
Неоднократно направлялись жалобы в различные инстанции. Проводились одиночные пикеты. Были организованы встречи с депутатом округа для обсуждения и решения ситуации с фестивальной площадкой и рынком. Противники строительства призывают жителей подписывать петиции с требованием остановить возведение данного объекта.
В октябре 2019 года наиболее активные граждане выступили с открытым видеообращением к Президенту Российской Федерации, Владимиру Путину. В фильме принимал участие известный религиозный деятель Всеволод Чаплин, проживающий в районе Гольяново, а также депутат Московской городской думы по 15-му округу Сергей Савостьянов.
В декабре 2019 года фестивальная площадка в комплексе с круглогодичной ярмаркой открылись для жителей Гольянова. Архитектурное решение проекта было выполнено в стилистике «Крым». Фестивальную площадку дополнили каток и ярмарочная карусель. В день открытия 18 декабря 2019 года фестивальную площадку посетило более 20 тысяч москвичей.

## Галерея

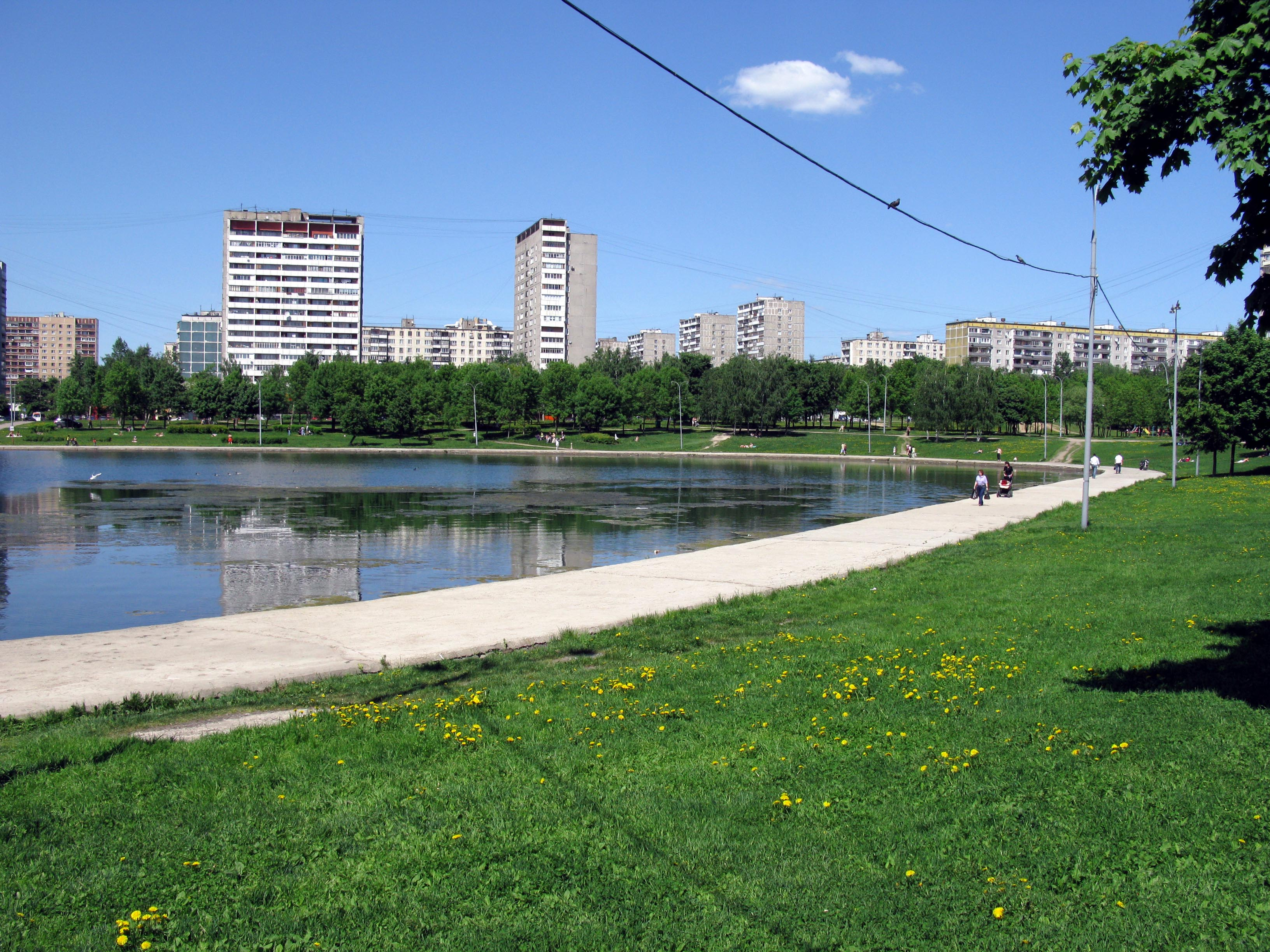
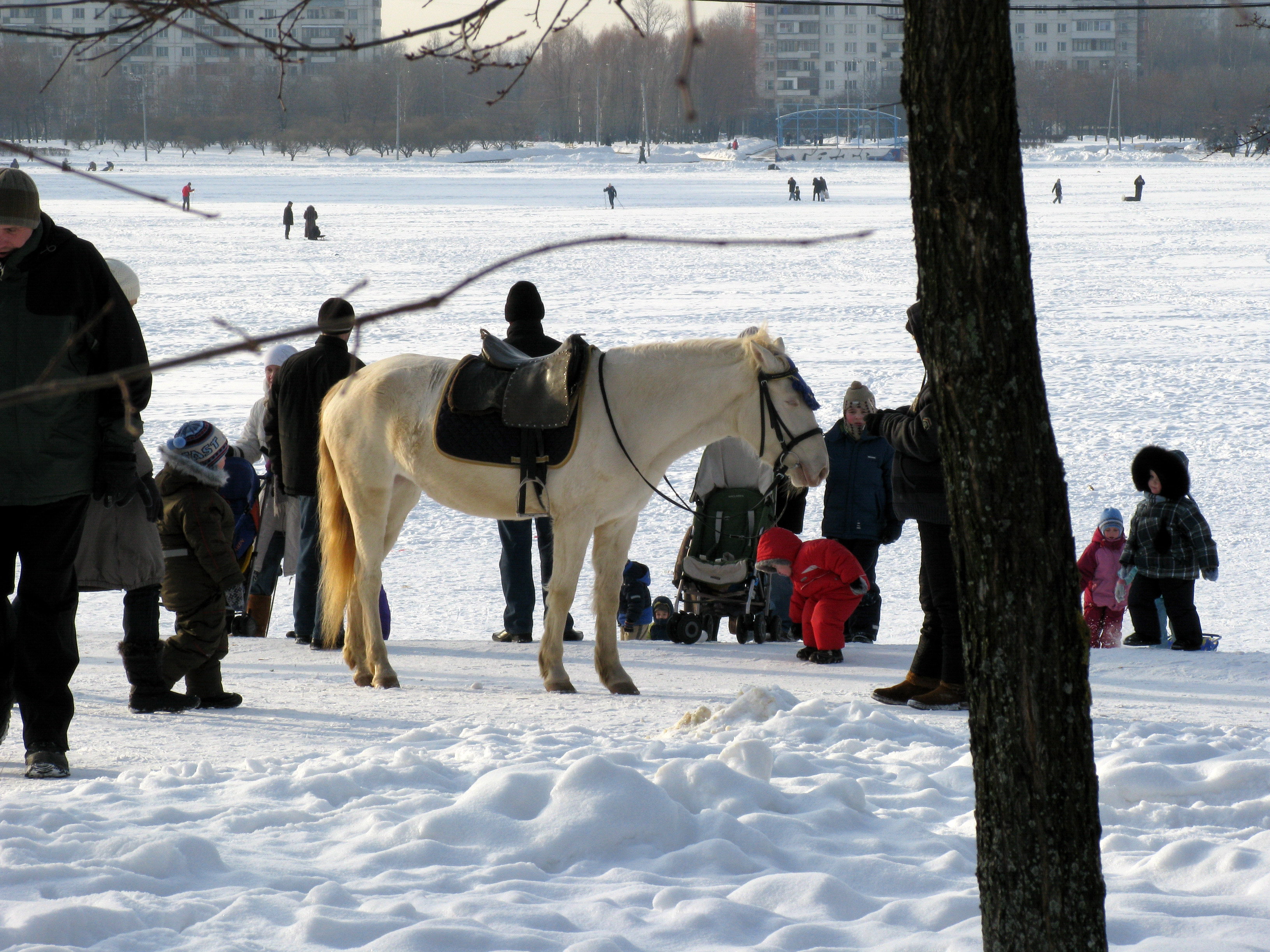
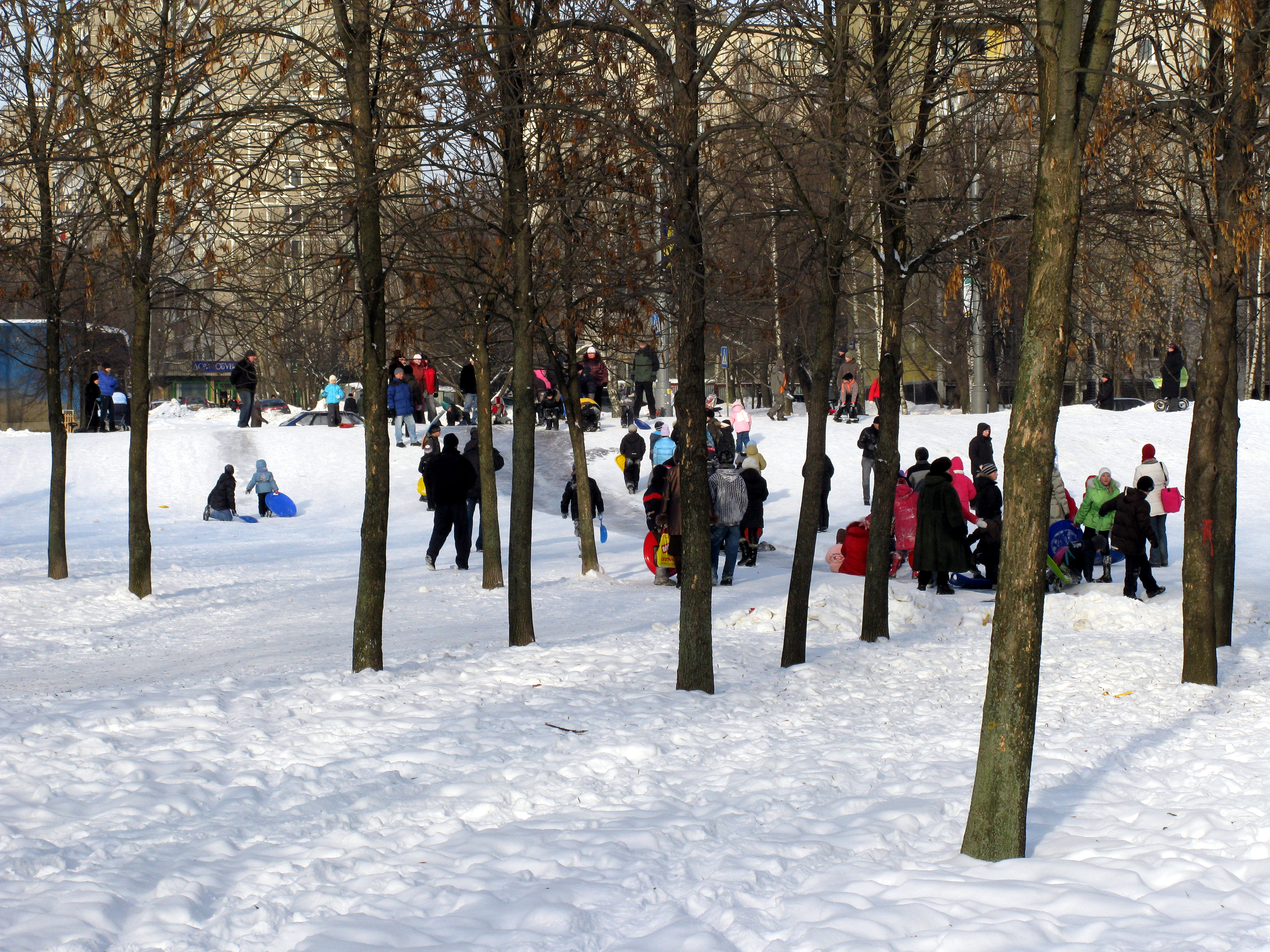
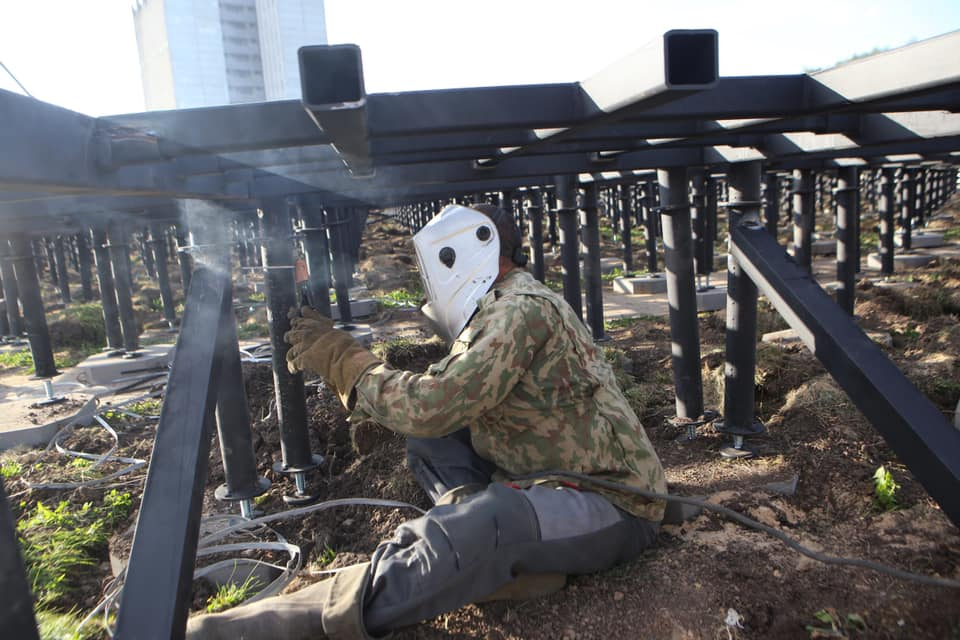
Строительство рынка в сквере Гольяново
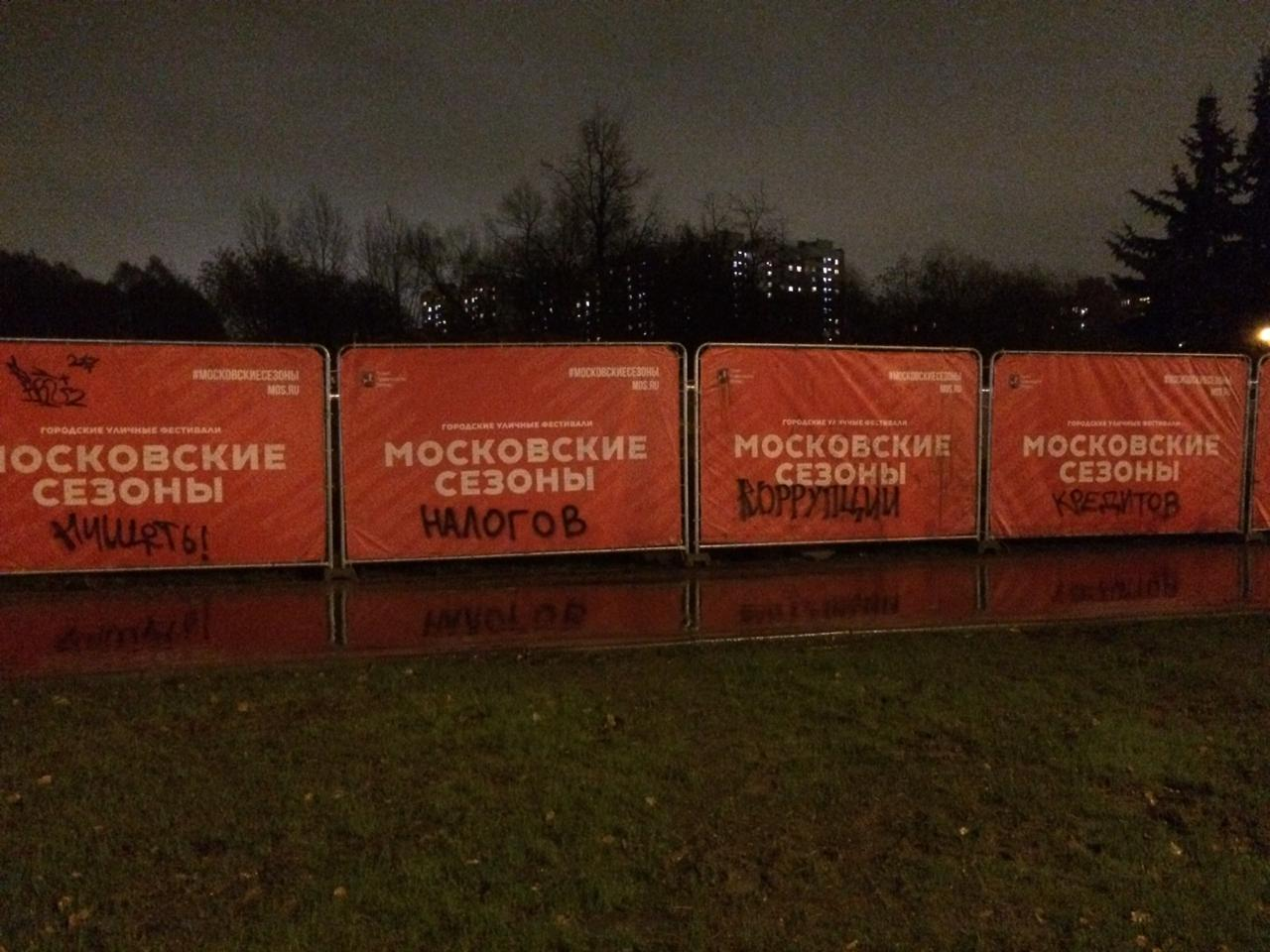